# Ioseba Redondo
Ioseba Koldo Redondo Olmos conocido como Rosco (14 de junio de 1984) es entrenador ayudante de Liga Femenina y coordinador del club ADB ARASKI AES de baloncesto. Desde 2013 es el director del campus de baloncesto de la Federación Alavesa de Baloncesto. 

## Trayectoria

### Entrenador
- 2002-2012: 10 temporadas entrenador en la Ikastola Olabide
- 2008-2011: 3 temporadas coordinador de deportes de la Ikastola Olabide.
- 2011-2012: entrenador de Caja Vital Kutxa Araski AES.[1]
- 2012-2013: entrenador de Electro Alavesa Araski AES en Junior Femenino.[2]
- 2013-2014: entrenador de UPV/EHU Araba Araski AES en Primera Nacional, filial del equipo de Liga Femenina 2.[3]
- 2014-2015: entrenador de Electro Alavesa Araski en Junior Femenino.
- 2015-2016: entrenador ayudante de Araski AES en Liga Femenina 2[4] (Campeonas de LF2 y ascenso a Liga Femenina).[5]
- 2016-2017: entrenador ayudante de Araski AES en Liga Femenina.[6] (Semifinalistas en la Copa de la Reina; Semifinalistas en la Liga)[7]
- 2017-2018ː entrenador ayudante de Araski AES en Liga Femenina.[8]

### Seleccionador
- 2008-2011: 3 temporadas seleccionador cadete femenino en la Federación Alavesa de Baloncesto.
- 2011-2012-2014-2015: 4 temporadas seleccionador junior masculino.

### Jugador
- 2008-2012: UPV Álava
- 2012-2015: Gasteizko Orlegi S.K.E.